# Jean-Robert Argand
Jean-Robert Argand, francoski ljubiteljski matematik, * 18. julij 1768, Ženeva, Švica, † 13. avgust 1822, Pariz, Francija.

## Življenje in delo
Argand je bil računovodja in knjigovodja v Parizu. 
Leta 1806 se je ukvarjal s kompleksnimi števili in razvil zamisli, ki so postale znane z Gaussovim delom. Podobno je dvorazsežne grafe kompleksnih števil neodvisno od njega malo prej leta 1799 objavil tudi norveško-danski geometer samouk Caspar Wessel. Wessel je poslal svoj članek leta 1797 Kraljevi danski akademiji znanosti, drugače pa je zamisel vključil v svoje delo že leta 1787. Njegovo delo ni ostalo opaženo, vse dokler leta 1895 Lie ni ponovno objavil njegov članek. Argand je znan po svoji geometrijski predstavitvi kompleksnih števil v ravnini, ki se imenuje po njem Argandov diagram. Nejasno je o kompleksnih številih razmišljal tudi leta 1685 Wallis. Argandov diagram je leta 1831 na novo odkril Gauss. Leta 1832 je predlagal naziv »kompleksna« za števila, oblike a + bi, kjer sta a in b realna in i določen kot {\displaystyle {\sqrt {-1}}}. Prvo zadovoljivo razlago kompleksnih števil je leta 1835 podal Hamilton, čeprav je Gauss kasneje izjavljal, da je imel podobne zamisli sam že leta 1831.